# Emotion (bài hát của Samantha Sang)
"Emotion" (Tạm dịch: "Cảm xúc") là một ca khúc phát hành vào năm 1977 bởi hãng Private Stock, được trình diễn bởi ca sĩ nhạc Pop người Úc Samantha Sang. Ca khúc được biết bởi thành viên của nhóm Bee Gees, Barry & Robin Gibb, sản xuất bởi Barry (đồng thời cũng là người hát bè). Đây chính ca khúc thành công duy nhất của Sang khi vươn lên vị trí thứ ba trên bảng xếp hạng Billboard Hot 100 vào năm 1978. Trước đó, ca khúc đã được chọn để đưa vào bộ phim năm 1977, Saturday Night Fever, nhưng cuối cùng lại đưa vào bộ phim The Stud (1978), cùng sự góp mặt của Joan Collins.
Vào năm 1978, Emotion đã được chọn làm Mặt B của đĩa đơn quán quân tại Mỹ, "Too Much, Too Little, Too Late", trình bày bởi Johnny Mathis và Deniece Williams.
Nhóm Bee Gees sau đó cũng đã thu âm phiên bản riêng của họ và được phát hành trong đĩa sưu tập năm 2001 của họ mang tên Their Greatest Hits: The Record. Nhưng thực chất họ đã thu âm ca khúc này với dự định cho vào album năm 1994 của họ mang tên Love Songs, và sau đó chưa bao giờ được phát hành.

## Phiên bản của Destiny's Child
"Emotion" sau đó đã được thu âm lại bởi nhóm nhạc R&B người Mỹ Destiny's Child vào năm 2001. Ca khúc được sản xuất và chịu trách nhiệm bởi Mark J. Feist. Đây là một phiên bản nhẹ nhàng của ca khúc, còn phiên bản nhanh hơn được Neptunes sản xuất và phối lại.
Ca khúc này trích từ album thứ ba của nhóm là Survivor, trở thành đĩa đơn thứ ba và cuối cùng tại Mỹ. Bản của "Emotion" này còn kèm thêm một video ca nhạc với hiện ứng phân ba cảnh phim khác nhau, giúp nhóm dành vị trí thứ 10 trong bảng xếp hạng Billboard Hot 100 vào ngày 20 tháng 11 năm 2001. Đây còn là một ca khúc thành công Anh khi giành vị trí thứ ba với 108,000 bản được bán. Nhờ những thành công trên, nhóm đã giành cho mình giải Soul Train Lady of Soul Award cho "Đĩa đơn R&B/Soul Xuất sắc của một Nhóm, Ban nhạc hoặc Song ca".
"Emotion" lần đầu xuất hiện trên bảng xếp hạng Billboard Hot 100 với vị trí #65 vào ngày 29 tháng 11 năm 2001 và vươn lên vị trí thứ 10 mười tuần liền. Trừ "No, No, No Part I", đây chính là đĩa đơn ballad đầu tiên của nhóm giành được những vị trí cao tại New Zealand, Ireland, và Hà Lan.
Ca khúc nhận được nhiều lời phát sóng trên đài phát thanh sau Sự kiện 11 tháng 9, và trở thành ca khúc động viên những gia đình của các nạn nhân.

### Trình diễn
- Giọng chính: Beyoncé Knowles (2 lời và 1 điệp khúc), Kelly Rowland (1 lời và 1 điệp khúc) và Michelle Williams (3 lời, 1 điệp khúc)
- Giọng bè: Kelly Rowland và Michelle Williams

### Video ca nhạc
Video ca nhạc của ca khúc được chia là ba phần cùng ba câu chuyện khác nhau: Rowland nằm ở trái, Knowles ở giữa, và Williams thì nằm ở bên phải. Rowland trong video phải tạm biệt người bạn trai của mình khi anh ra đi trên chiếc taxi. Knowles thì phát hiện bạn trai của cô đang vui vẻ với một người phụ nữ khác, sau đó cô đã chạy quanh nhà và buồn bã khóc. Williams thì bên cạnh người bà của mình, người đã mất trên giường ngủ. Vào khúc cuối, Williams gọi điện cho hai thành viên còn lại đến nhà của cô. Ba người cùng ôm và động viên lẫn nhau, cảnh quay trở lại bình thường.
Video này được nằm trong đĩa đơn ở châu Âu và nằm trong DVD năm 2004 của Wal-Mart mang tên Bộ đĩa dành cho Người hâm mộ.

### Định dạng và danh sách ca khúc
Những định dạng và danh sách ca khúc này chỉ nằnm trong những phiên bản đĩa đơn chính của "Emotion."
Đĩa đơn CD tại Mỹ
1. "Emotion" (Bản của Album) — 3:56
2. "8 Days of Christmas" — 3:29

Đĩa đơn maxi tại châu Âu COL 671767 2
1. "Emotion" (Bản của Album) — 3:56
2. "8 Days of Christmas" — 3:29
3. "Emotion" (Calderone Dub Mix) — 6:55
4. "Emotion" (Video ca nhạc) — 3:56

Đĩa đơn maxi tại Úc
1. "Emotion" (Bản của Album) — 3:56
2. "Bootylicious" (Rockwilder Remix)
3. "Bootylicious" (M & J's Jelly Remix)
4. "Bootylicious" (Richard Vission's V-Quest Mix)
5. "Bootylicious" (Ed Case Refix)

Đĩa đơn Phần I tại Anh
1. "Emotion" (Bản của Album) — 3:56
2. "8 Days of Christmas" — 3:29
3. "Emotion" (Maurice's Nu Soul Mix)
4. "Emotion" (Video ca nhạc) — 3:56

Đĩa đơn CD tại Nhật
1. "Emotion" (Bản của Album)
2. "Emotion" (Maurice's Nu Soul Mix)
3. "Emotion" (Nhạc nền)
4. "Emotion" (Phiên bản Acapella)

### Phối lại
Năm 2002, nhóm phát hành một phiên bản nhanh của ca khúc mang tựa "The Neptunes Remix" trong album This Is The Remix. Bản "Maurice's Nu Soul Mix" thì gồm bản thu mới của nhóm, chịu trách nhiệm bởi Maurice Joshua.

### Xếp hạng
| Bảng xếp hạng (2001)                     | Vị trí |
| ---------------------------------------- | ------ |
| Úc (ARIA)                                | 17     |
| Áo (Ö3 Austria Top 40)                   | 28     |
| Bỉ (Ultratop 50 Flanders)                | 19     |
| Bỉ (Ultratop 50 Wallonia)                | 30     |
| Canada (Canadian Hot 100)                | 11     |
| Pháp (SNEP)                              | 61     |
| Đức (GfK)                                | 13     |
| Ireland (IRMA)                           | 9      |
| Hà Lan (Single Top 100)                  | 10     |
| New Zealand (Recorded Music NZ)          | 2      |
| Na Uy (VG-lista)                         | 6      |
| Thụy Điển (Sverigetopplistan)            | 14     |
| Thụy Sĩ (Schweizer Hitparade)            | 21     |
| Anh Quốc (OCC)                           | 3      |
| Hoa Kỳ Billboard Hot 100                 | 10     |
| Hoa Kỳ Hot R&B/Hip-Hop Songs (Billboard) | 28     |
| Hoa Kỳ Pop Airplay (Billboard)           | 8      |
| Hoa Kỳ Dance Club Songs (Billboard)      | 25     |